# Deserto di Escalante

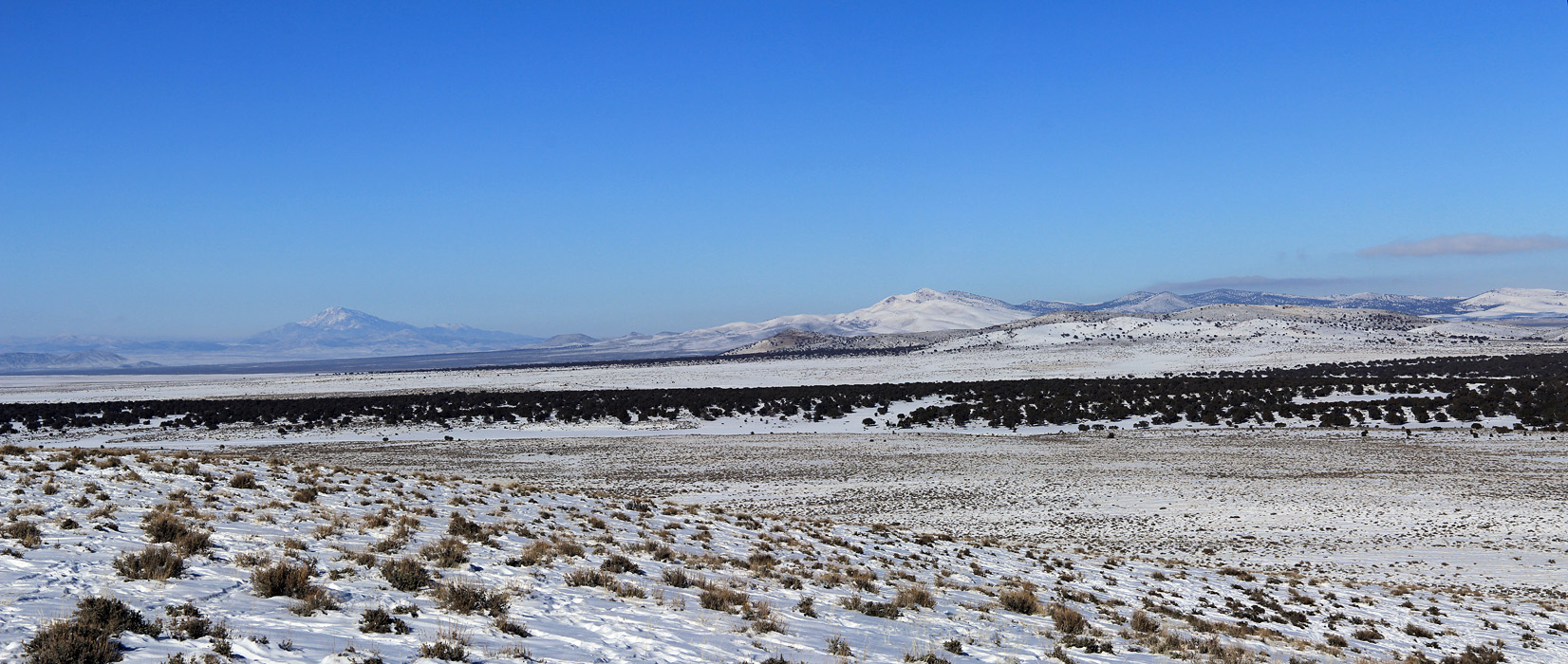
Il deserto di Escalante visto dalla Lund Highway in direzione sudovest.

Il deserto di Escalante è una regione arida e desertica che fa parte del Gran Bacino, l'area xerica localizzata nel sudovest dello stato dell'Utah, negli Stati Uniti d'America.
Si estende su una superficie di 8469 km².

## Etimologia
Il deserto di Escalante deriva il suo nome da quello del frate francescano Silvestre Vélez Escalante che fu il cartografo della spedizione Dominguez-Escalante che nel 1776 aveva il compito di trovare una via di collegamento tra le missioni di Santa Fe nel Nuovo Messico e Monterey in California.

## Caratteristiche
Il deserto di Escalante si trova a nordovest di Cedar City nella contea di Iron e si estende fino a parte della contea di Millard. La regione copre la maggior parte della contea di Iron, dove cadono annualmente 330 mm di pioggia e 180 cm di neve.
La regione dell'Escalante è posizionata tra la State Route 56 e la State Route 21 dell'Utah, e a nord e ovest dell'Interstate 15.
Dalle creste periferiche della regione dell'Escalante, dove si raggiunge la massima elevazione con 1737 m, l'altitudine declina lentamente fino a Lund Flats (38°01′19″N 113°26′20″W), che è il punto più basso, con un'altitudine di 1545 m.  Qui si trovano le linee ferroviarie che collegano Milford a Lund.

## Subsidenza
Nelle vicinanze della Beryl Junction (37°42′34″N 113°39′22″W) ci sono tre fenditure che si sospetta siano state causate dalla subsidenza del terreno in seguito all'estrazione di acqua dalla falda freatica per l'irrigazione agricola.